# Giuseppe Capogrossi

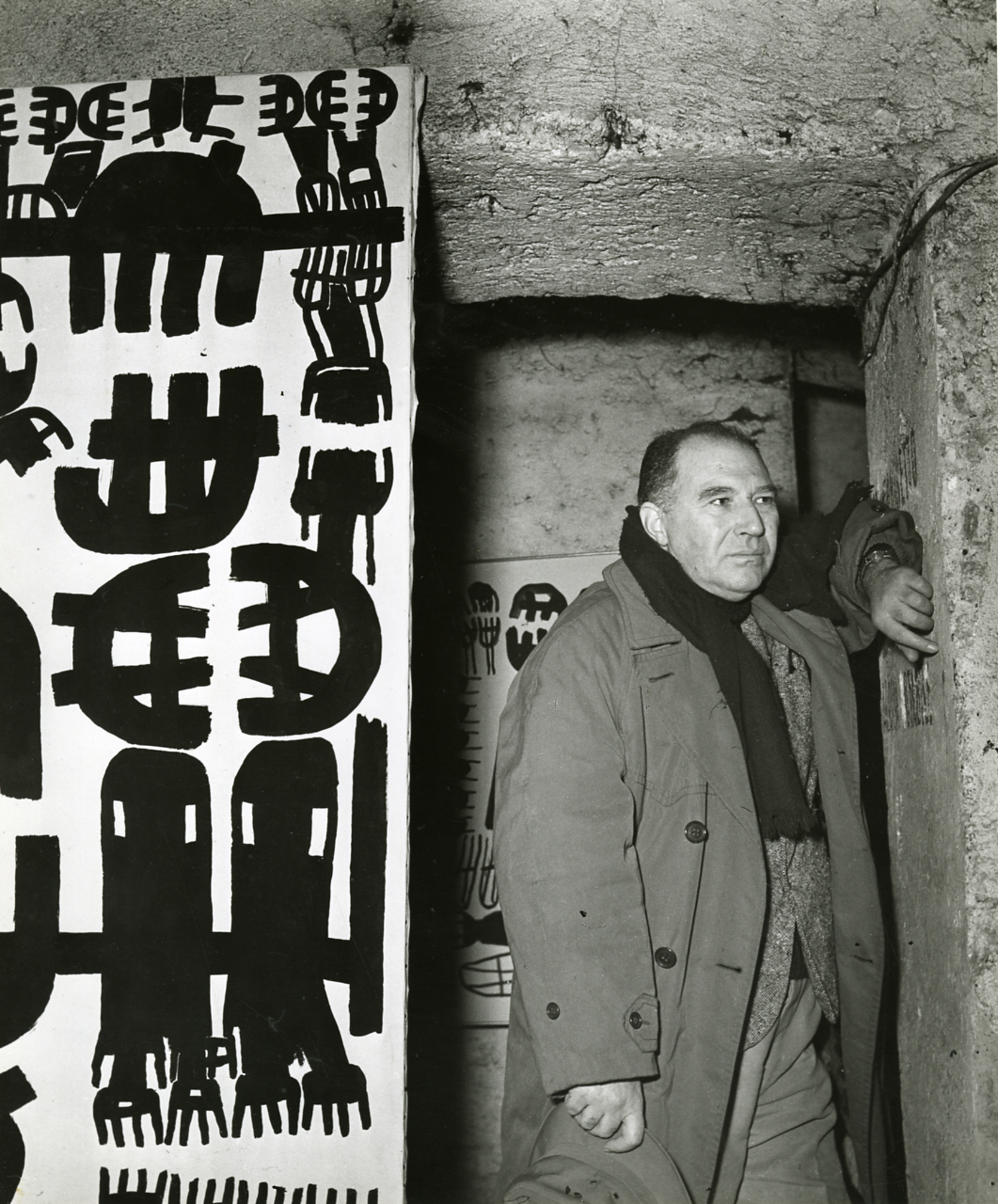
Giuseppe Capogrossi, Fotografie von Paolo Monti, Mailand 1955

 Giuseppe Capogrossi  (* 7. März 1900 in Rom, Italien; † 9. Oktober 1972 ebenda) war ein italienischer Maler und Grafiker.

## Leben und Werk
Giuseppe Capogrossi studierte ursprünglich Rechtswissenschaften und legte im Jahr 1922 sein Jura-Examen ab. In den Jahren 1927 bis 1933 lebte und arbeitete Capogrossi in Paris und besuchte dort zur künstlerischen Aus- und Fortbildung diverse Akademien und Ateliers und beschäftigte sich intensiv mit den verschiedenen Kunstströmungen dieser Zeit. Seine Werke in diesem Zeitraum sind stark von der Kunst Pablo Picassos, aber auch Amedeo Modiglianis und Pierre-Auguste Renoirs beeinflusst.
Im Jahr 1937 zog er wieder nach Italien. Er lebte dort in Umbrien und vertiefte seine Malerei mit Motiven aus dem ländlichen Leben und bäuerlichen Themenkreisen. 1939 kehrte er nach Rom zurück. Im Jahr 1940 übernahm er eine Lehrtätigkeit am Liceo Artistico in Rom. Im Jahr 1947 unternahm er eine längere Studienreise nach Österreich und beschäftigte sich dort intensiv mit der Wiener Secession und der Kunst von Gustav Klimt.
Im Jahr 1949 gründete er, zusammen mit den Künstlern Alberto Burri, Mario Balloco und Ettore Colla, die Künstlergruppe „Origine“. Seine Malerei ist nun dem Neokubismus zugewandt. In den 50er Jahren wendete er sich dann gänzlich von der Figürlichkeit ab und malte nur noch ausschließlich abstrakt. Im Jahr 1966 wirkte er als Lehrer an der Accademia di Belle Arti in Neapel.
Capogrossi entwickelte schließlich ein ganz eigene Bildsprache. Er verwendete horizontale, ovale und ellipsoide Formen und Konfigurationen, die er als Relief oder als Collage gestaltete. In seinen Grafiken kommen immer wieder gitterartige Strukturen und buchstabenähnliche Zeichen und Elemente vor.
Seine Werke finden internationale Beachtung, werden in vielen Ländern ausgestellt und sind Bestandteil der Sammlungen von Galerien weltweit. Giuseppe Capogrossi war auch (unter anderem) Teilnehmer der documenta I (1955) und der documenta II (1959) in Kassel.
Giuseppe Capogrossi starb am 9. Oktober 1972 in seiner Heimatstadt Rom.

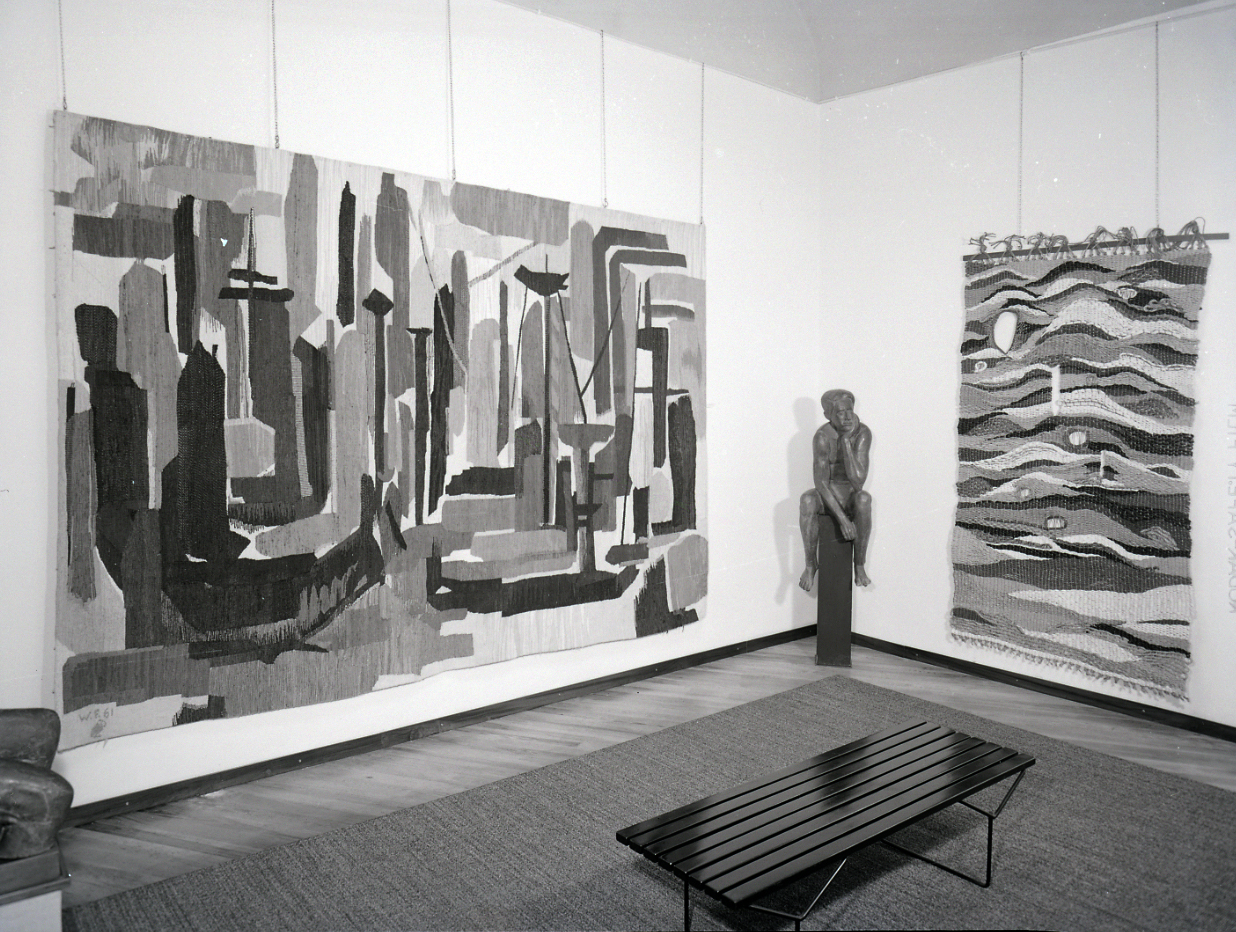
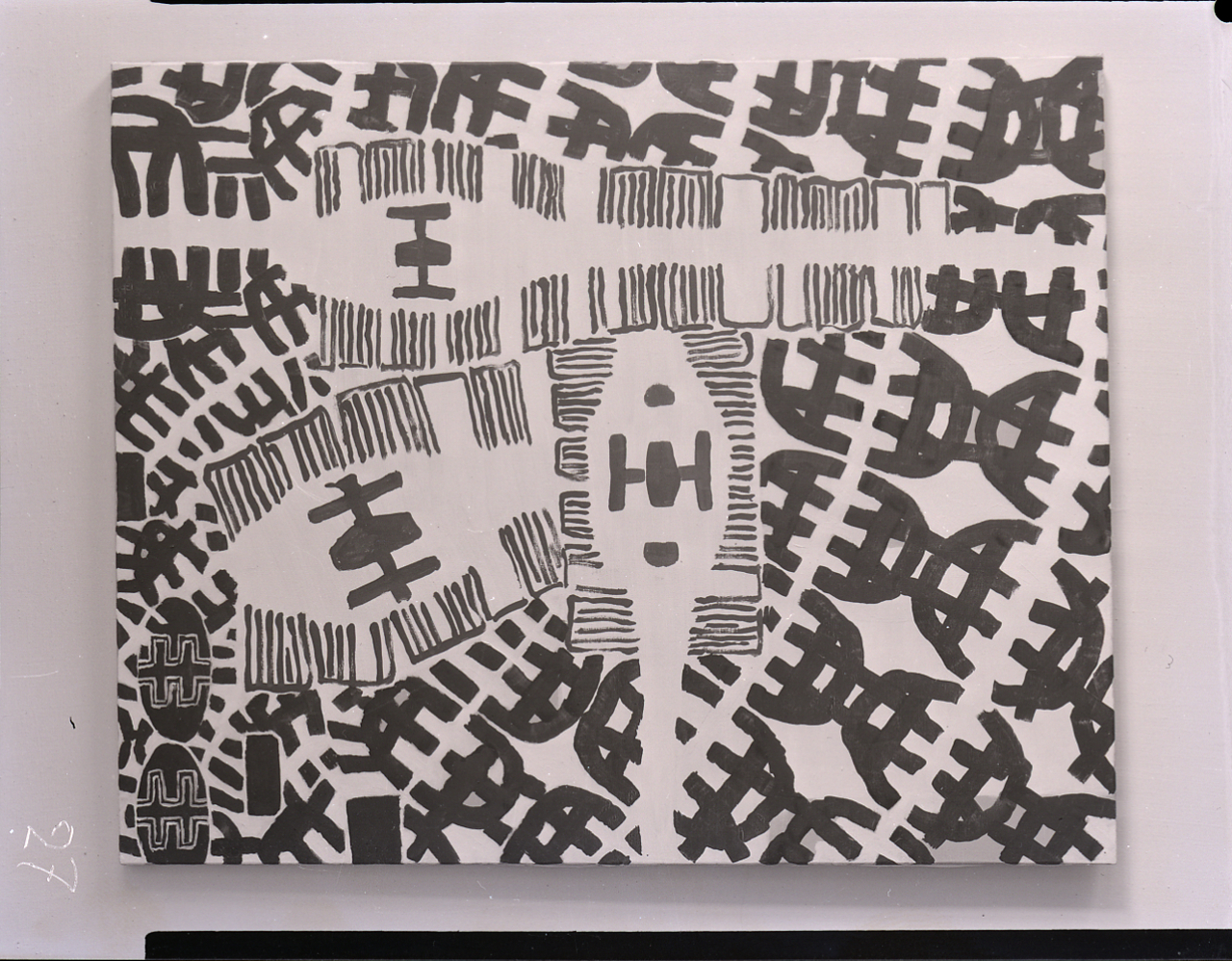

## Ausstellungen
- 1973: KasselerKunstVerein, Kassel